# Séraphîta
Séraphîta, scritto anche Seraphita, è un romanzo scritto da Honoré de Balzac nel 1835.
Tratta della vita di un essere androgino conosciuto come Seraphita ed amato come tale da Wilfrid mentre è allo stesso tempo amato da Minna che lo conosce come Séraphitüs. La sua doppia vita come uomo e come donna si svolge in Norvegia nelle vicinanze del fiordo Stromfjord e l'amore è descritto nel suo presentarsi impalpabile agli uomini, in continua dissolvenza.
L'intenzione educativa di quest'opera trovò ricezione cognitiva nella poesia di Charles Baudelaire.
"Ho il dono della Specialità. La Specialità costituisce una specie di vista interiore che penetra tutto [...] io sono una sorta di specchio morale in cui la natura si riflette con le sue cause e i suoi effetti. Penetrando così nella coscienza, io indovino il futuro e il passato."

## Influenze
- Ruggero Leoncavallo ha scritto un poema sinfonico, intitolato Séraphitus Séraphita (1894), basato sul romanzo di Balzac.
- Henry Miller lo cita nel suo romanzo Paradiso perduto.

## Edizioni italiane
- trad. Decio Cinti, Sonzogno, Milano 1927
- trad. Renato Mucci, ed. G. Casini, Roma 1960
- trad. Laura De Berardinis, Tilopa, Teramo 1986
- trad. Lydia Magliano, con un saggio di Franco Rella, Reverdito, Trento 1986 ISBN 88-342-0153-1
- trad. Pia Cigala Fulgosi, prefazione di Giampiero Moretti, Zandonai, Rovereto 2008 ISBN 978-88-955381-8-1